# Oysho
Oysho, estilizado como «OYSHO», es una marca de moda especializada en deporte y tiempo libre, fundada en 2001. Sus oficinas centrales están en Tordera (Barcelona).
Perteneciente al grupo Inditex, Oysho ha expandido su presencia a más de 40 países, contando con una red de más de 457 tiendas físicas, además de su presencia global a través de su tienda en línea.
Para 2023, los ingresos de la cadena fueron de 623 millones de euros con 433 tiendas en todo el Mundo con ropa de deporte y tiempo libre.

## Historia
Oysho surgió en el año 2001 como parte de la estrategia de diversificación comercial de Inditex. Para el lanzamiento, el grupo textil gallego fichó al entonces director ejecutivo de Women'secret (filial del Grupo Cortefiel), Sergio Bucher.
Aunque el inicio abarcó más países de los inicialmente propuestos, pues se esperaba abrir tiendas únicamente en España y Portugal y para el final del primer año ya tenían presencia en siete países, Amancio Ortega decidió prescindir de Bucher y nombrar en su lugar a Carmen Sevillano, hasta entonces directora de la sección Intimo de Zara.
Inicialmente centrada en ropa interior y de estar por casa, la marca amplió su propuesta a lo largo de los años al incorporar una colección de ropa deportiva. Actualmente Oysho se define como marca de deporte y tiempo libre, como su línea principal de negocio. 
A lo largo de los años ha ido expandiéndose en diferentes países con aperturas de diferentes tiendas importantes en las principales ciudades del mundo como París (Francia), Londres (Reino Unido), Estambul (Turquía) y Shanghái (R. P. China).
En 2011 inauguró su tienda en Internet arrancando en diferentes países y ofreciendo actualmente sus colecciones en la gran mayoría de mercados.
En 2022 siguió potenciando su incursión en el mundo digital y su apuesta por el deporte con Oysho Training, una aplicación gratuita de entrenamientos de fitness, yoga, Pilates y running, diseñados para todos los niveles. Su objetivo es proporcionar a la comunidad deportiva de la marca contenido de calidad, presentado por entrenadores internacionales.

## Tiendas
Oysho tiene 433 tiendas en el mundo, distribuidas en más de 50 países. Siendo España su principal mercado, seguido de México y Turquía.
Las tiendas tienen una superficie media de 450 m2.
Las tiendas Oysho se encuentran en centros comerciales y en las calles más importantes de venta en todo el mundo. Oysho cuenta con tiendas en la calle Rivoli de París, en White City en Londres, Gran Vía de Madrid, Paseo de Gracia en Barcelona, Piazza San Babila en Milán,  Dubai Mall en Dubái, el centro de Shanghái, entre muchos otros.

### Suministro
Las colecciones tienen una alta rotación. Los productos de Oysho se abastecen en sus tiendas dos veces por semana.
Oysho posee la tecnología de identificación por radiofrecuencia (RFID, en sus siglas en inglés) que permite identificar individualmente las prendas desde las plataformas logísticas hasta su venta.[cita requerida]

## App Oysho
La marca dispone de una aplicación para teléfonos inteligentes donde se permite:
- Guardado de tickets de compra
- Pago mediante QR con tarjeta bancaria, tarjeta regalo, tarjeta abono (Wallet)
- Guardado de productos favoritos
- Consulta de stock
- Disponibilidad de producto en tiendas.
- Visionado de la colección y las novedades
- Atención al cliente mediante chat
- Revisión, supervisión y devolución de pedidos.
- Gestión del perfil de usuario.
- Ayuda al usuario.

Las ventas en línea se pueden realizar desde diferentes plataformas: en tienda con atención personalizada y asistencia de los dependientes, dispositivos móviles (web o app), o desde la web en ordenador de sobremesa.
Las compras asistidas en tienda permiten el pago en efectivo. A través de app o web, los métodos habituales según zona geográfica.

## Oysho Training
Oysho lanza en septiembre de 2022 Oysho Training, su primera aplicación de entrenamientos de fitness, yoga, Pilates y running.
Con más de 1.200 sesiones de distintos niveles, tanto para debutantes como para deportistas más avanzados, permite a los usuarios diseñar un plan de entrenamiento adaptado a sus necesidades, pudiendo escoger sus intereses ya desde el proceso de onboarding o, directamente, filtrarlos por duración e intensidad.
La aplicación, usa un motor de recomendación, que tiene en consideración los entrenamientos ya realizados, para ofrecer nuevas sesiones, programas o retos nuevos, acompañado de entrenadoras de primer nivel.
Oysho Training incluye diferentes tipos de entrenamiento, desde sesiones de 10 a 45 minutos, a programas que incluyen rutinas organizadas por días para ayudar a alcanzar objetivos concretos. Además, la app ofrece la modalidad de “Gym Train”, rutinas especialmente pensadas para entrenar en el gimnasio.
También, a través de los retos, se presentan diferentes desafíos para competir con uno mismo y compartir los distintos logros.
Oysho Training ofrece la posibilidad de entrenar en cualquier momento y lugar, con solo descargar las sesiones o programas en el móvil, tableta o smartwatch o incluso conectando a la TV a través de AirPlay o Chromecast.
Con la versión para smartwatch, será posible registrar la actividad física con métricas que ayudan a mejorar las carreras como ppm, kcal, ritmos o distancia recorrida.
Oysho Training está actualmente presente en 22 países, 10 idiomas y contenido disponible en español, inglés, francés, alemán, turco e italiano.